# Antinarcisismo
El antinarcisismo es una forma específica de carácter narcisista que, en lugar de engrandecer el ego, limita su alcance sin disminuir la inversión en uno mismo que implica. Se observa en la filosofía de Ubuntu y en las obras de figuras como Nelson Mandela, que no abogan por ninguna forma de supremacía ni por la elevación del yo por encima de la comunidad.

## Desarrollo
El antinarcisismo fue introducido por primera vez por Francis Pasche en 1964 dentro del debate teórico que inicialmente buscaba definir el narcisismo y describir su papel en el desarrollo psíquico.Pasche describió el concepto como una inversión centrífuga, en la que el sujeto tiende a desprenderse de sí mismo, renunciando a su propia sustancia y reservas de amor, independientemente de cualquier factor económico.
Christopher Bollas amplió el concepto de antinarcisismo para describir a un tipo de narcisista que se auto-limita, negándose a desarrollarse a sí mismo o a utilizar sus talentos,con el fin de mantener su sentido exagerado de importancia personal en la derrota. "Esta persona anti-elaborativa 'se cocina en su propio jugo' y se niega rotundamente a cuidarse a sí misma".El antinarcisista puede conservar un núcleo hostil, incluso sádico, detrás de una fachada autodespectiva de cuidado y consideración hacia los demás.
André Green describió de manera similar el antinarcisismo como un narcisismo negativo que busca de forma autodestructiva abolir el ego en su “aspiración a la nada”.Esto forma parte de su noción de narcisismo dual, que probablemente se relaciona con el dualismo irreductible de los impulsos de vida y muerte, oponiéndose al concepto de narcisismo positivo, que busca alcanzar la unidad, y al narcisismo negativo, que tiende hacia el nivel cero y apunta a la nada.El concepto de Green es similar a la concepción de antinarcisismo de Francis Pasche, que se caracteriza por un objeto y una dirección.

## Otras formulaciones
Fritz Wittels describió antes el antinarcisismo como la tendencia de dos amantes a perderse cada uno en el otro.Explicó que la esencia del amor es la identificación y que cada uno se vuelve consciente solo en y a través del otro.
Hélène Cixous vio el antinarcisismo como la internalización femenina de la mirada masculina —un estándar ajeno al que deben ajustarse— en lugar de desarrollar su propio ser.También existe un concepto llamado Retórica Antinarcisista, que se refiere a la manera en que las mujeres usan recursos retóricos para apropiarse de los discursos patriarcales con el fin de crear ethos con su audiencia.